# Hyaloscotes
Hyaloscotes is een geslacht van vlinders uit de familie van de zakjesdragers (Psychidae). De wetenschappelijke naam van dit geslacht is voor het eerst voorgesteld door Arthur Gardiner Butler in een publicatie uit 1881. De soorten van dit geslacht komen in Noord-Amerika voor.

## Soorten
- Hyaloscotes coniferella (Edwards, 1877)
- Hyaloscotes fragmentella (Edwards, 1877)
- Hyaloscotes fumosa Butler, 1881
- Hyaloscotes pithopoera Dyar, 1923